# Huelgoat
Huelgoat è un comune francese di 1 627 abitanti situato nel dipartimento del Finistère nella regione della Bretagna.

## Società

### Evoluzione demografica
Abitanti censiti

## Amministrazione

### Gemellaggi
- St Just-in-Penwith, Regno Unito[2]